# Schukyn
Schukyn (ukrainisch Жукин; russisch Жукин Schukin) ist ein Dorf im Rajon Wyschhorod im Nordosten der ukrainischen Oblast Kiew mit etwa 1100 Einwohnern.

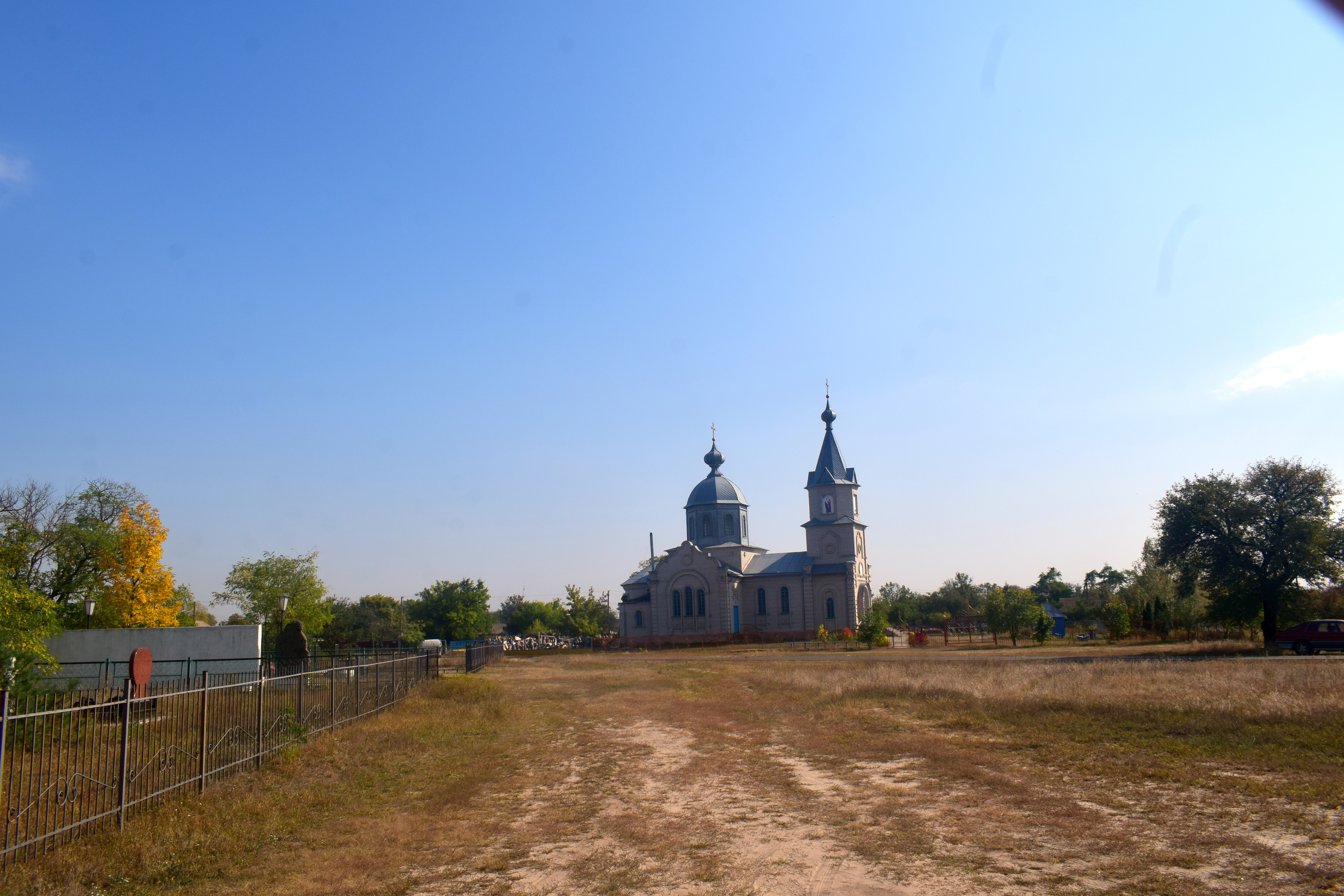
Kirche im Ort

Die 1650 gegründete Ortschaft liegt am Ufer der Desna, einem linken Nebenfluss des Dnepr, im Rajon Wyschhorod nahe der Grenze zum Rajon Browary und zur Oblast Tschernihiw. Das über die Regionalstraße P–69 erreichbare Rajonzentrum Wyschhorod befindet sich 36 km südwestlich von Schukyn. Das Nachbardorf Woropajiw befindet sich 6 km südlich vom Dorf.
Am 12. Juni 2020 wurde das Dorf ein Teil der neugegründeten Landgemeinde Pirnowe, bis dahin bildete es zusammen mit dem Dorf Rowschi (Ровжі) die gleichnamige Landratsgemeinde Schukyn (Жукинська сільська рада/Schukynska silska rada) im Osten des Rajons Wyschhorod.

## Söhne und Töchter der Ortschaft
- Leonid Tanjuk (1938–2016), ukrainischer Regisseur, Theaterdirektor und Politiker sowie sowjetischer Dissident